# クロチェフィエスキ
クロチェフィエスキ(イタリア語: Crocefieschi)は、イタリア共和国リグーリア州ジェノヴァ県にある、人口約500人の基礎自治体（コムーネ）。

## 地理

### 位置・広がり

#### 隣接コムーネ
隣接するコムーネは以下の通り。
- ブザッラ
- サヴィニョーネ
- ヴァルブレヴェンナ
- ヴォッビア

### 地震分類
イタリアの地震リスク階級 (it) では、3 に分類される
。

## 行政

### 分離集落
クロチェフィエスキには、以下の分離集落（フラツィオーネ）がある。
- Crebaia, Crosi, Martellona, Preria, Strassera, Vallegge, Vallemara